# Le Theil (Orne)
Le Theil és un municipi francès situat al departament de l'Orne i a la regió de Normandia. L'any 2007 tenia 1.920 habitants.

## Demografia

### Població
El 2007 la població de fet de Le Theil era de 1.920 persones. Hi havia 810 famílies de les quals 236 eren unipersonals (92 homes vivint sols i 144 dones vivint soles), 253 parelles sense fills, 261 parelles amb fills i 60 famílies monoparentals amb fills.
La població ha evolucionat segons el següent gràfic:
Habitants censats

### Habitatges
El 2007 hi havia 913 habitatges, 813 eren l'habitatge principal de la família, 30 eren segones residències i 70 estaven desocupats. 702 eren cases i 167 eren apartaments. Dels 813 habitatges principals, 417 estaven ocupats pels seus propietaris, 381 estaven llogats i ocupats pels llogaters i 14 estaven cedits a títol gratuït; 16 tenien una cambra, 76 en tenien dues, 183 en tenien tres, 281 en tenien quatre i 257 en tenien cinc o més. 607 habitatges disposaven pel capbaix d'una plaça de pàrquing. A 395 habitatges hi havia un automòbil i a 271 n'hi havia dos o més.

### Piràmide de població
La piràmide de població per edats i sexe el 2009 era:
| Homes | Edats   | Dones |
| ----- | ------- | ----- |
| 4     | 95 o +  | 4     |
| 4     | 90 a 94 | 4     |
| 4     | 85 a 89 | 16    |
| 20    | 80 a 84 | 24    |
| 40    | 75 a 79 | 44    |
| 36    | 70 a 74 | 60    |
| 60    | 65 a 69 | 40    |
| 56    | 60 a 64 | 28    |
| 24    | 55 a 59 | 40    |
| 60    | 50 a 54 | 48    |
| 52    | 45 a 49 | 68    |
| 88    | 40 a 44 | 88    |
| 56    | 35 a 39 | 56    |
| 68    | 30 a 34 | 76    |
| 80    | 25 a 29 | 52    |
| 60    | 20 a 24 | 64    |
| 60    | 15 a 19 | 60    |
| 72    | 10 a 14 | 88    |
| 72    | 5 a 9   | 56    |
| 36    | 0 a 4   | 56    |

## Economia
El 2007 la població en edat de treballar era de 1.158 persones, 896 eren actives i 262 eren inactives. De les 896 persones actives 795 estaven ocupades (454 homes i 341 dones) i 101 estaven aturades (34 homes i 67 dones). De les 262 persones inactives 87 estaven jubilades, 82 estaven estudiant i 93 estaven classificades com a «altres inactius».

### Ingressos
El 2009 a Le Theil hi havia 793 unitats fiscals que integraven 1.871,5 persones, la mediana anual d'ingressos fiscals per persona era de 15.397 €.

### Activitats econòmiques
Dels 77 establiments que hi havia el 2007, 2 eren d'empreses extractives, 3 d'empreses alimentàries, 1 d'una empresa de fabricació d'elements pel transport, 4 d'empreses de fabricació d'altres productes industrials, 7 d'empreses de construcció, 13 d'empreses de comerç i reparació d'automòbils, 7 d'empreses de transport, 6 d'empreses d'hostatgeria i restauració, 7 d'empreses financeres, 3 d'empreses immobiliàries, 7 d'empreses de serveis, 10 d'entitats de l'administració pública i 7 d'empreses classificades com a «altres activitats de serveis».
Dels 23 establiments de servei als particulars que hi havia el 2009, 1 era una oficina d'administració d'Hisenda pública, 1 gendarmeria, 1 oficina de correu, 4 oficines bancàries, 1 taller de reparació d'automòbils i de material agrícola, 1 guixaire pintor, 2 fusteries, 1 lampisteria, 1 electricista, 4 perruqueries, 3 veterinaris, 1 restaurant i 2 agències immobiliàries.
Dels 9 establiments comercials que hi havia el 2009, 1 era un hipermercat, 1 una botiga de més de 120 m², 2 fleques, 2 carnisseries, 1 una peixateria, 1 una botiga de material de revestiment de parets i terra i 1 una joieria.
L'any 2000 a Le Theil hi havia 6 explotacions agrícoles.

## Equipaments sanitaris i escolars
El 2009 hi havia 1 farmàcia i 1 ambulància.
El 2009 hi havia 2 escoles elementals. Le Theil disposava d'un col·legi d'educació secundària amb 316 alumnes.

## Poblacions més properes
El següent diagrama mostra les poblacions més properes.